# 16 Lwowski Batalion Strzelców
16 Lwowski Batalion Strzelców – pododdział piechoty 6 Lwowskiej Brygady Piechoty Polskich Sił Zbrojnych.

## Formowanie i zmiany organizacyjne
W ramach organizacji 6 Dywizji Piechoty w Tockoje we wrześniu 1941 rozpoczęto formowanie 2 pułku piechoty marszowej.
17 września drogą losowania pułk przemianowano na 16 pułk piechoty.
W dniach od 23 do 31 stycznia 1942 pułk przegrupował się do Kitab w Uzbekistanie.
Przebywał tam aż do drugiej ewakuacji Armii Polskiej w ZSRR. 25 sierpnia na statku "Kaganowicz" opuścił Krasnowodsk kierując się do portu Pahlewi w Iranie.
W  Iranie przebywał do 11 września, a następnie poprzez Kazwin i Ramadan samochodami przewieziony został do Iraku. Do Chanakin przybył 14 września.
13 października 1942 pułk ponownie zmienił miejsce postoju, tym razem do obozu Quizil Ribat.
31 października 16 pułk piechoty został rozwiązany, a w jego miejsce sformowany został 16 batalion strzelców.
Przez cały okres pobytu w Iraku trwało intensywne szkolenie zarówno w ramach batalionu jak i na organizowanych kursach dywizyjnych czy armijnych. W lutym 1943 batalion brał udział w ćwiczeniach z wykorzystaniem  sprzętu motorowego. W marcu 1943, w związku z reorganizacją armii, rozwiązano 6 Dywizję Piechoty. 6 Samodzielna Brygada Strzelców została wcielona do 5 Dywizji Piechoty, a 16 Batalion Strzelców przemianowano na 16 Lwowski batalion strzelców.
Na początku kwietnia 1943 batalion transportem kołowym przegrupował się do angielskiego obozu szkoleniowego oddalonego o 4 kilometry od Kirkuku. W tym okresie 16 batalion przeszedł intensywne szkolenie w zakresie minerstwa, polegające na zakładaniu i rozbrajaniu pól minowych, wykonywaniu szkiców terenów zaminowanych, sposobów rozróżniania min oraz ich budowy i działania.
W związku z planowanym wyjazdem do Palestyny, 6 sierpnia 1943 odbyła się odprawa oficerów i podchorążych 6 Lwowskiej Brygady Piechoty. Płk Klemens Rudnicki omówił trasę przejazdu. 7 sierpnia batalion opuścił Kirkuk, po 7 dniach marszu dotarł do nowego miejsca postoju w Palestynie.

## Działania batalionu
Batalion wziął dział w  kampanii włoskiej. Walczył pod Monte Cassino, o Anconę i  Bolonię.
W czasie walk poległo 149 oficerów i żołnierzy.
Monte Cassino
16 maja 16 maja, o 18:00, kompania 16 batalionu wsparta ogniem artylerii dokonała wypadu na pozycje nieprzyjaciele i opanowała północną część "Widma". Pomimo zaciekłych kontrataków niemieckich, teren został utrzymany. W nocy z 16/17 maja kolejne kompanie batalionu weszły na wzgórze.
Po wojnie batalion, będąc w składzie wojsk okupacyjnych, pełnił między innymi służbę wartowniczą. W lutym 1946 ochraniał obiekty wojskowe i komunikacyjne w rejonie Monte Belluna.
|  |  |  |  |

## Strzelcy lwowscy
Dowódcy batalionu

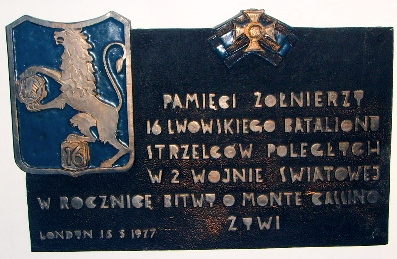
Tablica w kościele garnizonowym w Londynie

- mjr Włodzimierz Latawiec (1 XI 1942 – 7 VII 1943)[4]
- mjr/ppłk Andrzej Stańczyk (7 VII 1943 – 12 X 1944)[5]
- mjr/ppłk dypl. Piotr Woźniak –  (12 X  1944 – 10 I 1946)[6]
- p.o. kpt. Wacław Kubiak (1 VI 1945 – 14 IX 1946)[7]
- p.o. kpt. Tadeusz Pawulski (16 IX 1946 – 1947)[8]

Zastępcy dowódcy batalionu
- mjr Andrzej Stańczyk (3 XI 1942 – 7 VII 1943)[4]
- mjr Józef Cader (7 VIII 1943 – 21 III 1944)[9]
- kpt./mjr Antoni Bieganowski (21 III – 15 X 1944)[10])
- kpt. Adam Łempicki (15 X – 6 XII 1944)[11]
- kpt. Leonard Stanisław Królak (6 XII 1944 – 26 III 1945)[12]
- kpt. Wacław Kubiak (6 IV – 1 VI 1945)[7]
- p.o. kpt. Tadeusz Deihołos (1 VI 1945 – 1947)[13]

Obsada personalna w Iraku
Dowódca batalionu
ppłk Zygmunt Szafranowski – do 23 grudnia 1942
mjr Włodzimierz Latawiec  – do 7 lipca 1943
- Zastępca  dowódcy batalionu – mjr Andrzej Stańczyk
- Adiutant – kpt. Józef Pittner
- Oficer informacyjny – por. Aleksander Zglinicki
- Lekarz batalionu – por. Zbigniew Godlewski
- Dowódca kompanii dowodzenia – kpt. Władysław Chudy
- Dowódca 1 kompanii strzelców  – kpt. Zygmunt Klędzik
- Dowódca 2 kompanii strzelców  – kpt. Wacław Kwiatkowski
- Dowódca 3 kompanii strzelców  – por. Marian Kowalewski
- Dowódca 4 kompanii strzelców  – por. Adam Łempicki

## Symbole batalionu
3 listopada 1968 batalion otrzymał sztandar. W tym też dniu gen. Władysław Anders udekorował go orderem Virtuti Militari V klasy.
Wg Jerzego Murgrabi: Sztandar ufundowany został przez byłych mieszkańców Lwowa i przekazany przez prof. dr. Stanisława Ostrowskiego. Wręczenia sztandaru byłym żołnierzom batalionu dokonał gen. Anders 11 listopada 1966 roku.
Odznaka

Odznaka specjalna: wykonana z białego oksydowanego metalu o wymiarach  21 × 18 mm. Na ażurowej tarczy, lew trzymający koło zębate; jedną łapę opiera na plakietce z cyfrą "16".  Nakładana na patki koloru granatowego z żółtą wypustką. Zatwierdzona rozkazem dowódcy 2 Korpusu nr 2 z 4 stycznia 1946 roku.
Posiadał marsz batalionowy.